# Tom Cook
Thomas John Cook (né le 7 mai 1907 à Fort William, dans la province de l'Ontario au Canada - mort le 2 octobre 1961 à Fort William) est un joueur professionnel de hockey sur glace qui évoluait au poste de centre,.

## Biographie
Cook commence sa carrière professionnelle avec les Oilers de Tulsa dans la AHA. Le 13 mai 1929, il est réclamé par les Black Hawks de Chicago dans la Ligue nationale de hockey lors d'un repêchage inter-ligue. Il passe huit saisons avec les Black Hawks. Il dispute la finale de la coupe Stanley en 1931, finale perdue contre les Canadiens de Montréal puis en 1934 où les Blackhawks battent les Red Wings de Détroit. Le 15 janvier 1937, il est vendu aux Barons de Cleveland dans l'IAHL. Il est réclamé par les Maroons de Montréal le 9 mai 1937 lors d'un nouveau repêchage inter-ligue et joue ses 21 derniers matchs dans la LNH. Il prend sa retraite en 1938.

## Statistiques
Pour les significations des abréviations, voir Statistiques du hockey sur glace.
| Saison     | Équipe                    | Ligue          |     | Saison régulière | Saison régulière | Saison régulière | Saison régulière | Saison régulière |   | Séries éliminatoires | Séries éliminatoires | Séries éliminatoires | Séries éliminatoires | Séries éliminatoires |
| Saison     | Équipe                    | Ligue          | PJ  | B                | A                | Pts              | Pun              | PJ               | B | A                    | Pts                  | Pun                  |                      |                      |
| 1923-1924  | Dominions de Fort William | TBJHL          |     |                  |                  |                  |                  |                  |   |                      |                      |                      |                      |                      |
| 1924-1925  | Université du Manitoba    | WJrHL          |     |                  |                  |                  |                  |                  |   |                      |                      |                      |                      |                      |
| 1925       | Université du Manitoba    | Coupe Memorial | -   | -                | -                | -                | -                | 5                | 8 | 0                    | 8                    | 15                   |                      |                      |
| 1925-1926  | Forts de Fort William     | TBSHL          | 19  | 7                | 4                | 11               | 26               | 3                | 0 | 0                    | 0                    | 6                    |                      |                      |
| 1926-1927  | Forts de Fort William     | TBSHL          | 19  | 25               | 12               | 37               | 38               | 2                | 1 | 0                    | 1                    | 2                    |                      |                      |
| 1927-1928  | Forts de Fort William     | TBSHL          | 20  | 34               | 7                | 41               | 29               | 2                | 0 | 0                    | 0                    | 2                    |                      |                      |
| 1928-1929  | Oilers de Tulsa           | AHA            | 39  | 22               | 11               | 33               | 26               | 4                | 3 | 0                    | 3                    | 4                    |                      |                      |
| 1929-1930  | Black Hawks de Chicago    | LNH            | 41  | 14               | 16               | 30               | 16               | 2                | 0 | 1                    | 1                    | 4                    |                      |                      |
| 1930-1931  | Black Hawks de Chicago    | LNH            | 44  | 15               | 14               | 29               | 34               | 9                | 1 | 3                    | 4                    | 11                   |                      |                      |
| 1931-1932  | Black Hawks de Chicago    | LNH            | 48  | 12               | 13               | 25               | 36               | 2                | 0 | 0                    | 0                    | 2                    |                      |                      |
| 1932-1933  | Black Hawks de Chicago    | LNH            | 48  | 12               | 14               | 26               | 30               | -                | - | -                    | -                    | -                    |                      |                      |
| 1933-1934  | Black Hawks de Chicago    | LNH            | 37  | 5                | 9                | 14               | 15               | 8                | 1 | 0                    | 1                    | 0                    |                      |                      |
| 1934-1935  | Black Hawks de Chicago    | LNH            | 48  | 13               | 18               | 31               | 33               | 2                | 0 | 0                    | 0                    | 2                    |                      |                      |
| 1935-1936  | Black Hawks de Chicago    | LNH            | 47  | 4                | 8                | 12               | 20               | 1                | 0 | 0                    | 0                    | 0                    |                      |                      |
| 1936-1937  | Black Hawks de Chicago    | LNH            | 15  | 0                | 2                | 2                | 0                | -                | - | -                    | -                    | -                    |                      |                      |
| 1936-1937  | Falcons de Cleveland      | IAHL           | 24  | 7                | 8                | 15               | 13               | -                | - | -                    | -                    | -                    |                      |                      |
| 1937-1938  | Maroons de Montréal       | LNH            | 21  | 2                | 4                | 6                | 0                | -                | - | -                    | -                    | -                    |                      |                      |
| 1937-1938  | Eagles de New Haven       | IAHL           | 2   | 0                | 0                | 0                | 4                | -                | - | -                    | -                    | -                    |                      |                      |
| Totaux LNH | Totaux LNH                | Totaux LNH     | 349 | 77               | 98               | 175              | 184              | 24               | 2 | 4                    | 6                    | 19                   |                      |                      |